# Прело у нашем сокаку
Прело у нашем сокаку српска је телевизијска емисија која се приказује 15. септембра 2018. на Happy, суботом и недељом од 13 до 15 часова. Водитељи емисије су Немања Максимовић и Ирена Јовановић. 
Бивши водитељи су: Срђан Ивановић, Јелена Димитријевић, Кристина Савић, Бојана Ристивојевић, Дијана Ракић, Ана Марковић, Иван Перковић, Ера Ојданић и Урош Давидовић.
Садржај Прела у нашем сокаку чине наступи разноврсних гостију, кувара, музичара, културно-уметничких друштава, као и сегмената у којима се приказују разна места и обичаји из целе Србије.

## Формат
Прело у нашем сокаку приказује обичаје, знаменитости и познате људе из појединачних насеља у Србији. Екипа емисије, показује људе који се баве заборављеним занатима. Свака епизода, која се приказује из насеља о којом се говори, садржи наградне игре, у којима гледаоци који се јаве на број телефона, добијају различите награде. Емисију чине и музички гости, који  изводе варијације старе и нове музике.